# Клиленд, Дональд
Дональд Клиленд (англ. Donald Cleland; 28 июня 1901, Кулгарди, Западная Австралия — 27 августа 1975, Порт-Морсби) — австралийский военнослужащий и администратор территории Папуа. Бригадир, награждён орденом Британской империи.

## Ранний период жизни
Родился 28 июня 1901 года в Кулгарди (Западная Австралия), был старшим сыном уроженца Аделаиды Эльфинстона Дэвенпорта Клеланда, управляющего шахтой, и его второй жены Энн Эмили, урожденной Маккиннон, из Шотландии. 18 декабря 1928 года женился на Рэйчел Эванс в соборе Святого Георгия в Перте. Энергичная, с разнообразными интересами и ловкими социальными навыками, Рэйчел дополняла его суровые, иногда грубые манеры и облегчала контакт с разными людьми. В 1981 году она была назначена кавалером Ордена Британской империи.

## Политическая деятельность
Баллотировался в Законодательное собрание Западной Австралии от избирательного округа Клермонта на выборах в штате в 1933 и 1936 годах, при поддержке Националистической партии. Его главным оппонентом в обоих случаях был Чарльз Норт, член Националистической партии с 1924 года и будущий спикер Законодательное собрание Западной Австралии. Разница между Клилендом и Нортом составляла 378 голосов в 1933 году и 79 голосов в 1936 году (Дональд Клиленд набрал тогда 49,05 % голосов).

## Военная карьера
Служил заместителем-помощником генерал-квартирмейстера I корпуса во время военных кампаний в Ливии, Греции и Сирии в 1941 году. В 1942 году был награждён орденом Британской империи и упоминался в депешах. В октябре 1942 году ему было присвоено звание временного бригадного генерала. Затем снова упоминался в депешах, а в 1945 году был возведен в кавалеры ордена Британской империи.

## Административная карьера на территории Папуа и Новой Гвинеи
Стал администратором территории Папуа, сменив Джека Кита Мюррея, и возглавлял Законодательный совет территории Папуа — Новой Гвинеи с 1953 по 1964 год и руководил созданием первой Палаты собрания, избираемой прямым голосованием совершеннолетних. Реструктурировал государственную службу таким образом, чтобы в ней доминировали уроженцы Папуа — Новой Гвинеи, получавшие оплату по ставке, которую страна могла себе позволить, и продолжил отмену дискриминационного законодательства, отменив запрет на продажу спиртных напитков в 1962 году. В 1971 году был посвящен в рыцари, ушел в отставку в 1967 году.

## Уход на пенсию
На пенсии жил в Порт-Морсби, единственный в истории иностранный администратор территории Папуа, решивший остаться там. Был заместителем канцлера и канцлером (с 1971 года) Университета Папуа — Новой Гвинеи и канцлером (с 1967 года) англиканской епархии Папуа — Новой Гвинеи. Дональд Клиленд скончался 27 августа 1975 года в Порт-Морсби. Ему были организованы государственные похороны, похоронен на кладбище в Бомане. У него остались жена леди Рэйчел и двое их сыновей.